# Reichsland-Lösung

Weimarer Republik mit den einzelnen Ländern. In Preußen (blau) lebten etwa zwei Drittel aller Deutschen.

Die Reichsland-Lösung von 1928 sollte die Beziehungen von Reich und Ländern neu ordnen. Sie war vom Bund zur Erneuerung des Reiches (Lutherbund) im Rahmen der Reichsreform-Bewegung vorgeschlagen worden, als Kompromiss zwischen den unitaristischen Norddeutschen und den föderalistischen Süddeutschen. 
Demnach sollte in Norddeutschland, jedenfalls aus Preußen, ein Reichsland entstehen. Dieses Reichsland wäre vom Reich direkt verwaltet worden. In Süddeutschland hätte es weiterhin Länder gegeben.

## Plan
Eine Denkschrift vom 7. Oktober 1928 beschrieb, wie der Dualismus von Reich und Preußen überwunden werden sollte. Dementsprechend sollte Preußen ein Reichsland werden. Die anderen norddeutschen und einige mitteldeutsche Staaten wären ebenfalls zum Reichsland gekommen. Die übrigen der bisherigen Gliedstaaten, nämlich Bayern, Sachsen, Württemberg und Baden, sollten weiterhin deutsche Gliedstaaten sein, mit eigenen Landesregierungen und Landesverwaltungen. Damit kam man dem Bedürfnis der süddeutschen Staaten nach Eigenständigkeit entgegen.
Das Reichsland hätte als Organe die Reichsorgane gehabt: Reichspräsident, Reichsregierung und Reichstag. Das entsprach den zentralistischen Vorstellungen, wie sie in Norddeutschland weit verbreitet waren. Das Reichsland hätte aus Provinzen bestanden, die etwas mehr Befugnisse als die bisherigen preußischen Provinzen haben sollten. Eine Reichsland-Provinz hätte einen Reichs-Oberpräsidenten erhalten, der vom Reichspräsidenten eingesetzt worden wäre. Daneben hätte es einen Landeshauptmann gegeben, der vom Provinziallandtag zu wählen war.
Im Reichsrat hätten die Reichsland-Provinzen die entsprechenden Stimmen geführt. Die Denkschrift stellte auch in Aussicht, dass der Reichsrat mehr Rechte bekommen könnte, um einer Unitarisierung entgegenzusteuern. Der Reichsrat wäre eine zweite Parlamentskammer geworden.

## Ablehnung
Die preußische Staatsregierung war zu einer so weitgehenden Lösung nicht bereit. Sie wollte den preußischen Staat erhalten und hätte allenfalls zugestanden, dass die Provinzen sich mehr in Richtung von Ländern neuer Art entwickelt hätten. Es hätte aber keine preußische Regierung mehr gegeben. Bayern wiederum wollte Befugnisse von der Reichsebene auf die Länderebene übertragen und den Reichsrat gestärkt sehen. Bayern befürchtete, dass eine Reichslandlösung oder eine andere Form von Ländern neuer Art in Norddeutschland nur den Weg in den Zentralismus bereitet hätte. In der Folge würden auch die Länder alter Art im Süden ihre Eigenständigkeit verlieren. Ohne Bayern gab es aber keine Chance auf Verwirklichung einer Reichsreform.

## Einordnung
Bei der Diskussion um eine Reichsreform ist immer wieder auf die Bismarckzeit verwiesen worden. Die süddeutschen Staaten hatten sich erst 1870 dem Norddeutschen Bund angeschlossen. Dabei erhielten sie sogenannte Reservatrechte wie zum Beispiel ein eigenes Postwesen. In Norddeutschland hingegen hatte Preußen nach dem Deutschen Krieg 1866 mehrere Kriegsgegner wie Hannover annektiert. Preußische Liberale fanden sogar, Preußen solle alle Staaten Norddeutschlands einfach annektieren (vergleichbar der Einheitsbestrebung in Italien).
Die Entwicklung nach 1928 hatte gewisse Übereinstimmungen mit der Reichsland-Lösung des Lutherbundes. Im Sommer 1932 unterstellte die Reichsregierung Papen Preußen einem Reichskommissar (Preußenschlag). Die Reichsregierung Hitler führte mit dem zweiten Gleichschaltungsgesetz vom 7. April 1933 für die deutschen Länder Reichsstatthalter ein. Diese wurden vom Reichspräsidenten eingesetzt, im Freistaat Preußen war Hitler selbst Reichsstatthalter. Dieser ernannte und entließ die Landesregierung.
Nach dem Zweiten Weltkrieg wurde der Dualismus Reich–Preußen dadurch beendet, dass die Alliierten auf preußischem Gebiet neue Länder gründeten. Mit dem Kontrollratsgesetz Nr. 46 vom 25. Februar 1947 wurde Preußen formell aufgelöst.
Die Reichsland-Lösung hätte der Situation im heutigen Vereinigten Königreich geähnelt. Dort haben Schottland, Wales und Nordirland regionale Parlamente, nicht aber England, wo mehr als 80 % der Gesamtbevölkerung leben. Dadurch entsteht die sogenannte West-Lothian question: Schottische Bürger entscheiden über ihre Abgeordneten im schottischen Parlament über das schottische Schulwesen. Die Entscheidungen über das englische Schulwesen hingegen werden vom Gesamtstaatsparlament in Westminister getroffen. In diesem Parlament für ganz Großbritannien sitzen jedoch nicht nur englische Abgeordnete, sondern auch Abgeordnete aus Schottland, Nordirland und Wales.

## Belege
1. ↑  Ernst Rudolf Huber: Deutsche Verfassungsgeschichte seit 1789. Band VII: Ausbau, Schutz und Untergang der Weimarer Republik. Verlag W. Kohlhammer, Stuttgart [u. a.] 1984, S. 675 f.
2. ↑  Ernst Rudolf Huber: Deutsche Verfassungsgeschichte seit 1789, Bd. VII, Verlag W. Kohlhammer, Stuttgart [u. a.] 1984, S. 679.